# Митино (Бабушкинский район)
Митино — деревня в Бабушкинском районе Вологодской области.
Входит в состав сельского поселения Бабушкинское (до 2016 года входила в Демьяновское сельское поселение), с точки зрения административно-территориального деления — в Косиковский сельсовет.
До революции деревня административно входила в Миньковскую волость Тотемского уезда.
Упоминается в 1859 г. под названием Митин Починок в списке населённых пунктов Вологодской губернии:

9819. Митинъ Починокъ, деревня казенная при ручьѣ Митинѣ, расположена въ 46 верстахъ отъ уезднаго города, содержитъ 12 дворовъ; населеніе составляютъ 36 мужчинъ и 50 женщинъ
В аналогичном списке 1881 г. деревня фигурирует уже под названием Митино, а расстояние до уездного города указано равным 47 верстам. Время переименования на текущий момент неустановлено.
Расстояние до районного центра села имени Бабушкина по автодороге составляет 12 км, до деревни Демьяновский Погост по прямой — 13 км. Ближайшие населённые пункты — Починок, Косиково.
Население по данным переписи 2002 года — 3 человека.
В Митино расположены памятники архитектуры дом Котова, колодец.